# Uropodidae
Uropodidae (лат.) — семейство почвенных клещей из инфраотряда уроподов (Uropodina) отряда Mesostigmata. От 260 до более 600 видов в зависимости от принимаемого объёма группы. Семейство было выделено в 1881 году немецким биологом П. Крамером (Paul Kramer; 1842—1898). Распространены всесветно.

## Описание
Мелкие почвенные клещи. Тритостернум (Tritosternum) покрыт тазиками передних ног. Желобки для ног хорошо развиты. Маргинальная пластинка сливается спереди с дорсальной пластинкой. Пластины зеркально-гладкие, даже если они более или менее мелко пунктированные. Престернальные сеты (щетинки) отсутствуют, эпигенальная пластинка также без сет (Uropodina); латеральные пластинки отсутствуют. Представители мирмекофильных родов Antennequesoma, Coxequesoma, Planodiscus и Trichocylliba (Центральная и Южная Америка) ассоциированы с кочевыми муравьями родов Labidus, Nomamyrmex и Neivamyrmex.

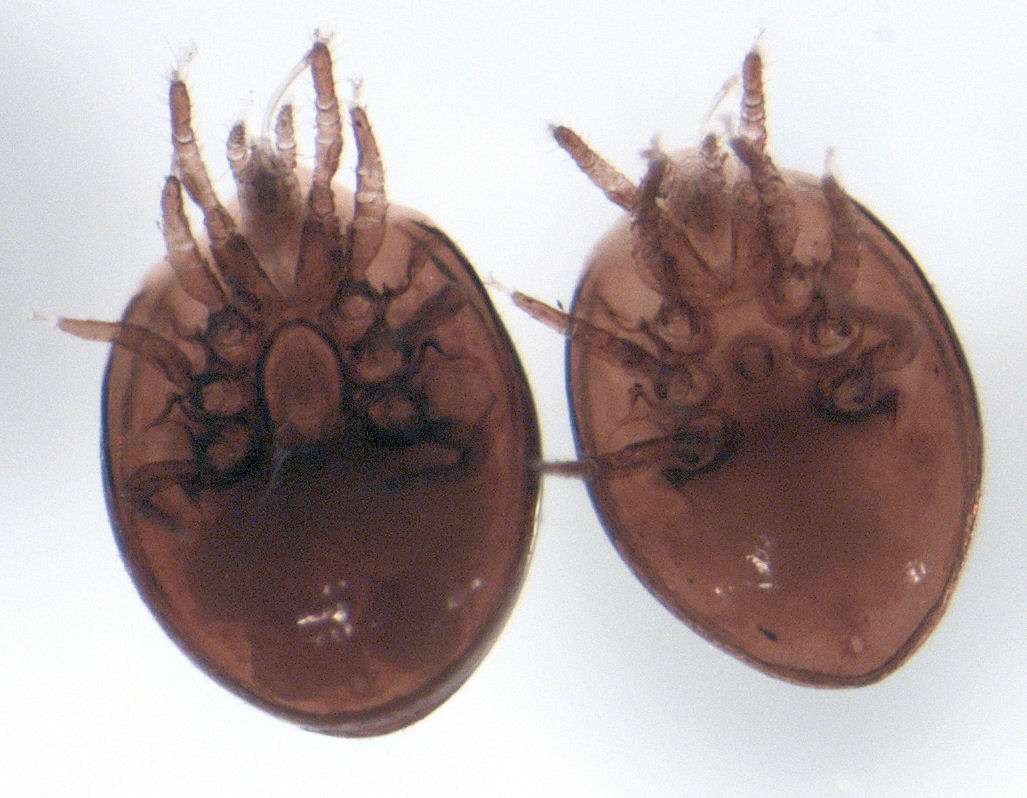
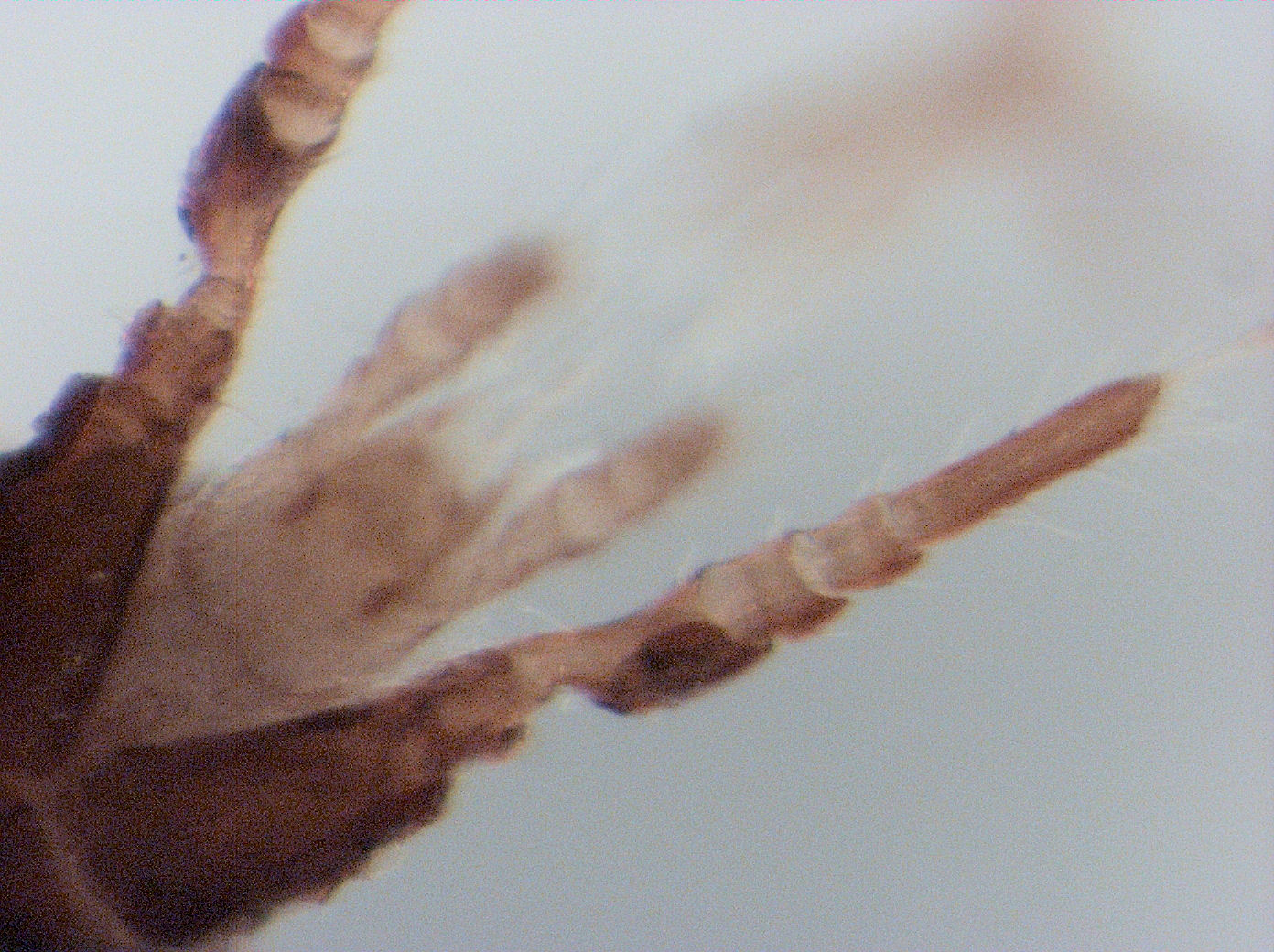
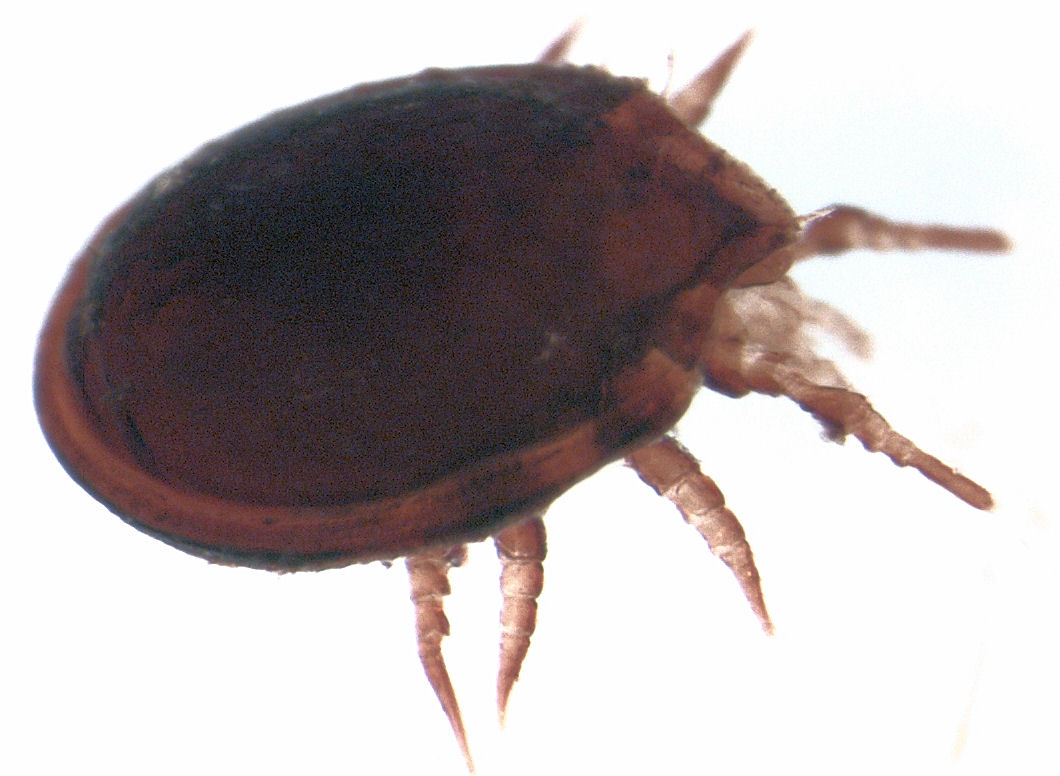

## Классификация
В узком объёме включает 9 родов и 260 видов. В широком объёме с учётом выделяемых в самостоятельные семейства родов Kaszabjbaloghia (Kaszabjbaloghiidae), Baloghjkaszabia (Baloghjkaszabiidae), Brasiluropoda (Brasiluropodidae), Hutufeideria (Hutufeideriidae), Rotundabaloghia (150 видов, Rotundabaloghiidae) , Trichocylliba (57 видов, Trichocyllibidae) , Tetrasejaspis (Tetrasejaspidae) и т. д., группа объединяет более 600 видов.
- Allocircocylliba Marais & Loots, 1981
- Antennequesoma Sellnick, 1926
- Baloghibrasiluropoda Hirschmann, 1973
- Baloghjkaszabia Hirschmann, 1973
- Brasiluropoda Hirschmann & Zirngiebl-Nicol, 1964
- Castrichovella Wisniewski & Hirschmann, 1990
- Castriidinychus Hirschmann, 1973
- Castrinenteria Hirschmann, 1979
- Centrouropoda Berlese, 1916
- Cilliba von Heyden, 1826 (=Discopoma Canestrini & Canestrini, 1882)
- Congouropoda Hirschmann & Hiramatsu, 1977
- Coxequesoma Sellnick, 1926 (=Panamatrichocylliba Hirschmann, 1975, =Habeogula Elzinga, 1989)
- Cyclacarus Ewing, 1933
- Elegansovella Hirschmann, 1989
- Eucylliba Berlese, 1917
- Hildaehirschmannia Wisniewski, 1995
- Hutufeideria Hirschmann & Hiramatsu, 1977
- Jerzywisniewskia Hirschmann, 1979
- Kaszabjbaloghia Hirschmann, 1973
- Multidenturopoda Wisniewski & Hirschmann, 1991
- Nobuohiramatsuia Hirschmann, 1990
- Odonturopoda Marais, 1977
- Planodiscus Sellnick, 1926
- Pseudouropoda Oudemans, 1936 (новое имя для Notaspis Koch, 1836, преокупировнного Hermann, 1804)
- Rotundabaloghia Hirschmann, 1975
- Tetrasejaspis Sellnick, 1941
- Trichocylliba Berlese, 1903
- Trichouropodella Hirschmann & Zirngiebl-Nicol, 1972
- Tuberdinychus Schweizer, 1961
- Ungulaturopoda Hirschmann, 1984
- Urocychellopsis Willman, 1953
- Urocyciella Berlese, 1913
- Uroplitana Sellnick, 1926
- Uropoda Latreille, 1806
  - Uropoda (Uropoda) Latreille, 1806 (=Australocilliba Athias-Binche & Bloszyk, 1988, Corbidinychus Womersley, 1961, Diphaulocylliba Vitzhum, 1925, Discotrachytes Berlese, 1916, Mummulus Berlese, 1884, Neodiscopoma Vitzhum, 1941, Olodiscus Berlese, 1917, Opisthope Richters, 1967, Phaulocylliba Berlese, 1904, Phaulodinychus Trägårdh, 1943 préoccupé par Berlese 1905, Piracarus Richters, 1907, Uropolyaspis Berlese, 1903)
  - Uropoda (Metadinychus) Berlese, 1916
  - Uropoda (Phaulodinychus) Berlese, 1903 (=Halouropoda Halbert, 1915, Laqueaturopoda Hirschmann, 1979, Hiramatsulaqueata Hirschmann, 1984)
- Wernerhirschmannia Hiramatsu, 1983